# Mudez
La mudez (del latín mutus "silencio") , también llamada afonía o mutismo es una discapacidad 
(parcial o total) para comunicarse verbalmente.

## Causas
- La mudez puede deberse a causas físicas, debido a problemas en órganos destinados o implicados en la fonación, como garganta, cuerdas vocales, lengua, laringe, pulmones, etc.

La mudez se asocia a menudo con la sordera, aunque lo cierto es que esta no influye en la capacidad de articular palabras de forma oral.
- Un trauma o lesión en el área de Broca puede producir mudez.
- La mudez también puede ser la causa de un incidente traumático, aunque esta suele ser temporal.
- El mutismo acinético es la incapacidad de hablar y moverse (acinesia). Se produce como resultado de una lesión grave en el lóbulo frontal en el cual el patrón inhibidor incrementa la pasividad y reduce gradualmente el habla y el movimiento.
- El mutismo selectivo es un trastorno de la comunicación verbal de origen emocional que consiste en que los afectados, en determinados contextos o circunstancias, no pueden hablar, aunque puedan hacerlo fluidamente en otras situaciones.
- La mudez temporal puede durar días, semanas, meses e incluso años.

En la actualidad este término se refiere a persona con discapacidad sensorial según la Convención sobre los Derechos de las Personas con Discapacidad.